# いすゞ・ジャーニーQ
いすゞ・ジャーニーQ（Journey Q）は、かつていすゞ自動車が製造・販売していたマイクロバス「ジャーニー」シリーズのうち、フロントエンジン仕様の中型・小型バス。本項ではこれを主軸に述べる。29人以上乗りのリヤエンジン中型バスについてはいすゞ・ジャーニーKを参照。
生産開始から1995年までは、車体製造を北村製作所が担当していたが、以降はいすゞバス製造に引き継がれ、2001年まで生産された。

## 歴史

### BY30/31

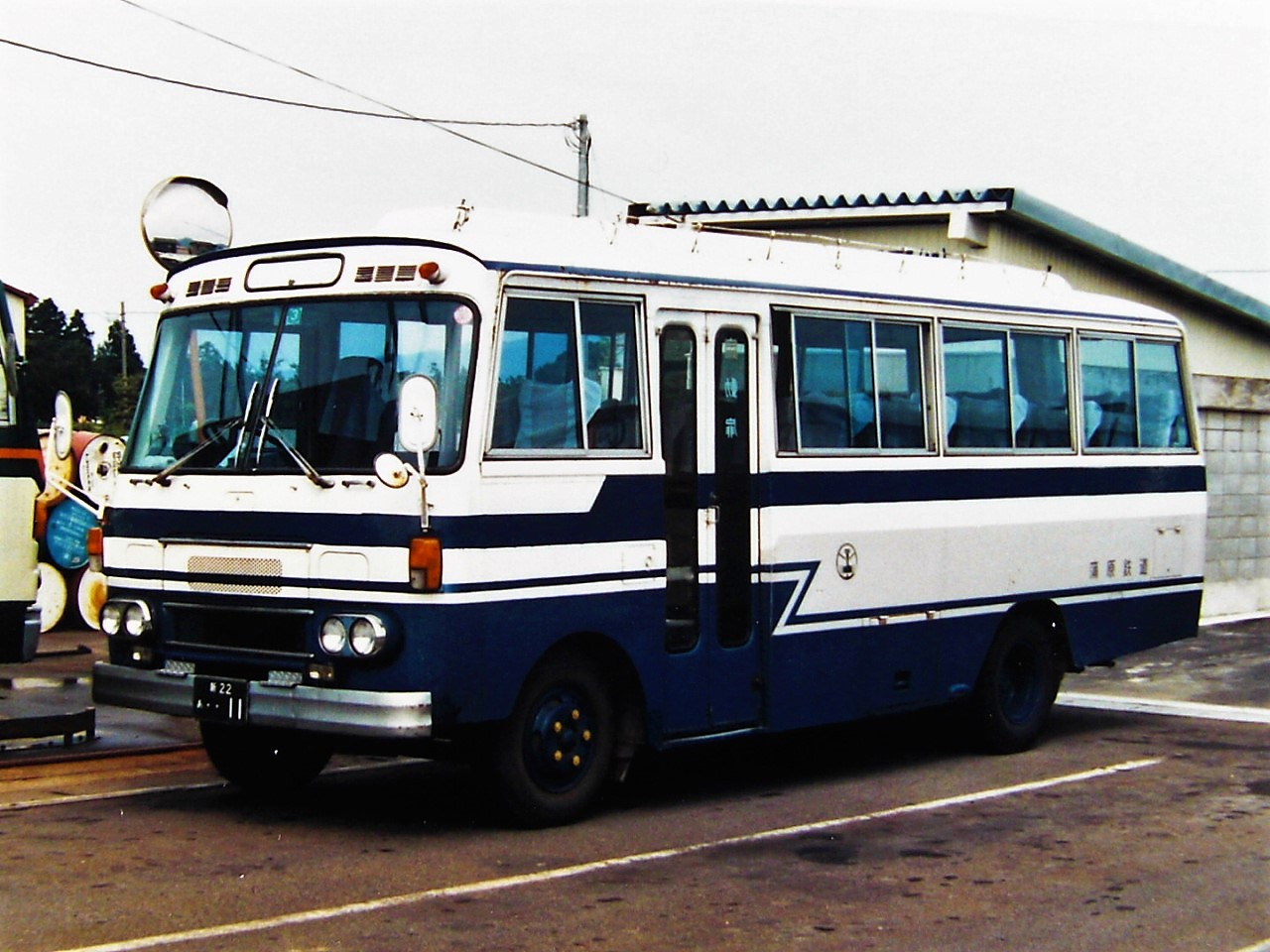
BY31（北村車体）蒲原鉄道

1968年、いすゞ・TY型中型トラック（後にフォワードへ発展）をベースにしたキャブオーバーバスとして登場。29人乗り。架装は川崎重工業・北村製作所。自家用バスとしての導入がほとんどであった。このモデルは後に、リヤエンジン中型バスBK32型ジャーニーKへと進化する。

### (K-)DBR370 初代ジャーニーQ

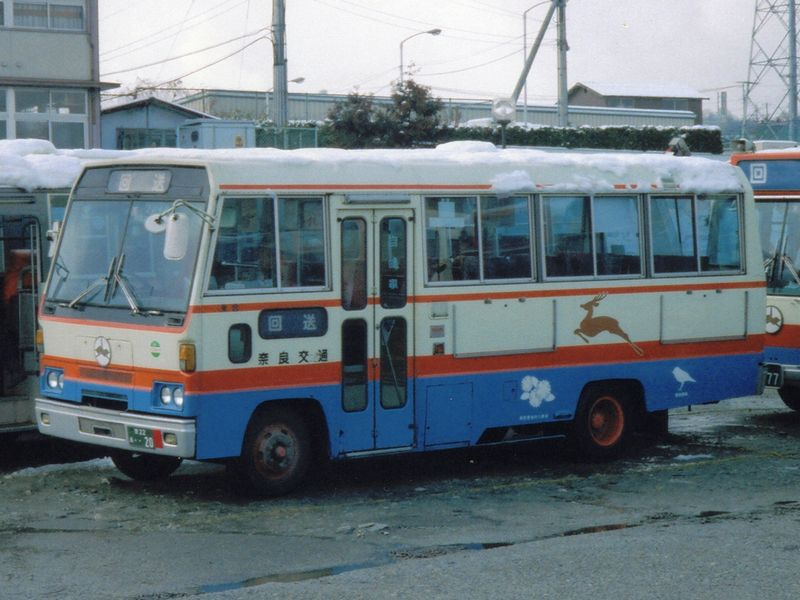
K-DBR370 奈良交通

1976年、フォワードのフルモデルチェンジに伴い、エンジン出力を増強し、型式がDBR370となる。登場後まもなく、かなり角張った独特のスタイルにモデルチェンジされた。このスタイルはかなりインパクトが強かったようで、中型バスのCCM/CDM系にも同様のスタイルの車体が採用された。丸みを帯びていた大型バスと比較すると、同じ北村製車体とは思えないボディスタイルであった。K-代まではこの型式で製造された。
このモデルから「ジャーニーQ」という愛称が付けられた。ローカル路線バスでも採用されている。

### P-MR112F

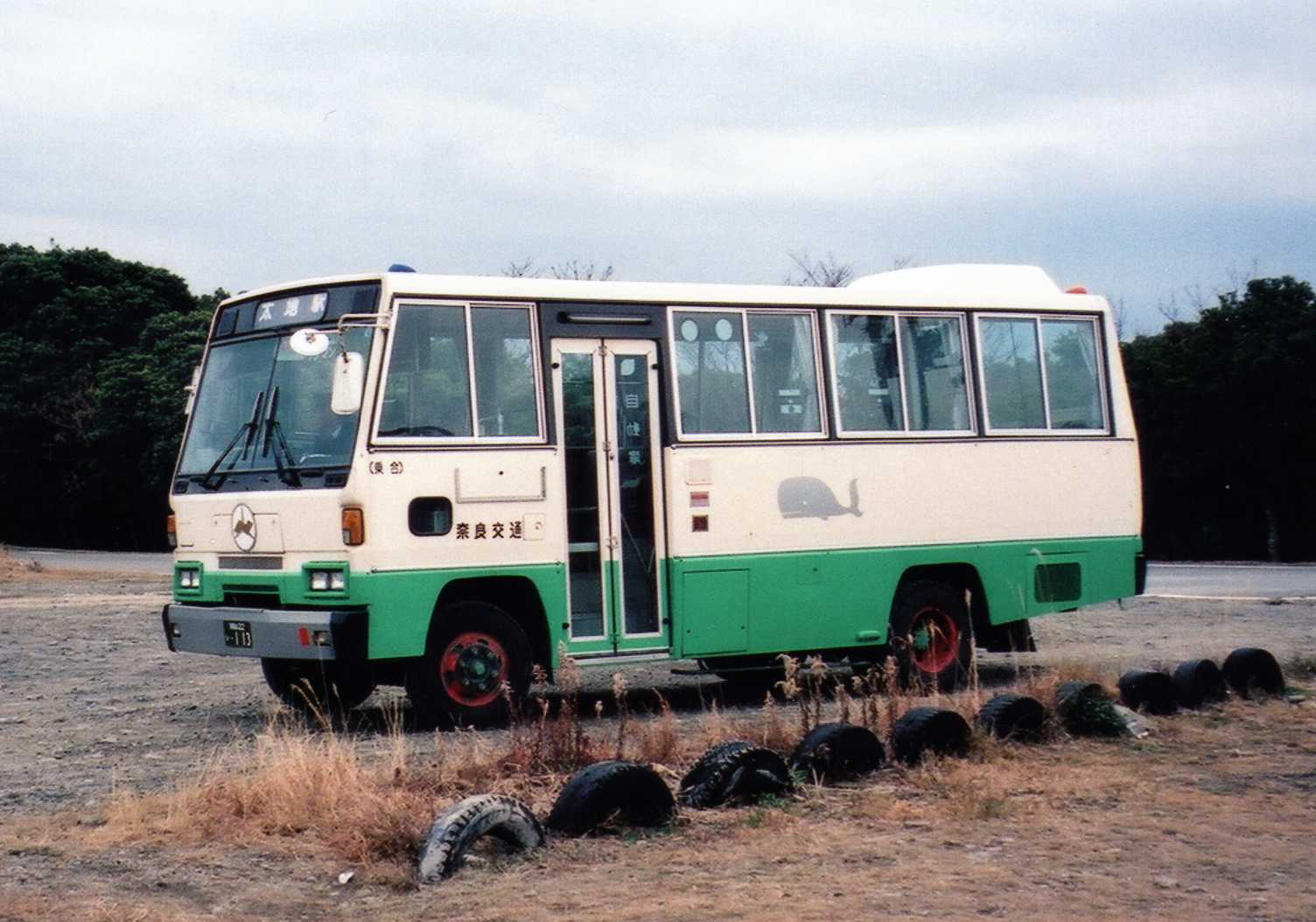
P-MR112F 奈良交通

昭和58年排出ガス規制（P-代）に対応し、1984年にモデルチェンジ。エンジン出力を増強し、型式がP-MR112Fとなる。車体はDBR370とほぼ同様であったが、リアウインドウが大型化された。しかし、わずか2年でモデルチェンジされたこともあり、このモデルの販売台数は少ない。

このモデルの採用例として、京浜急行電鉄（現：京浜急行バス）が旧羽田空港駅と空港ターミナルを結ぶ連絡バス輸送を開始した際に、専用車として1984年にP-MR112Fを導入している。しかし1扉だったことから1988年には前後2扉のP-MR112Dを導入し、短期間で代替された。

### P-MR112D/U-MR132D
1986年にフルモデルチェンジを行い、型式がP-MR112Dとなった。ホイールベースを短縮した上、フロントオーバーハングを拡大し、フロントエンジン車であるにもかかわらず最前部へのドア設置を実現した。エンジンは6BG1型 (6,494cc・175ps) を採用。車体幅も拡大されているが、運転席の脇に大きなエンジンカバーがあり、客室内から運転席への出入りはやはり困難が伴うため、運転席側に乗務員専用のドアが設置されている。
さらに平成元年排出ガス規制（U-代）に対応し、型式がU-MR132Dとなった。路線仕様としてはこの代まで発売された。

#### 路線仕様
1986年のモデルチェンジにより、他の路線車と同様に2扉車とすることが可能になり、事業者の仕様に合わせてトップドア（前扉のみ）・前中扉・前後扉の選択が可能となった。これにより輸送量の少ない路線バスへの採用例が急増した。ローカル路線のみならず、奈良交通及び傘下のエヌシーバスなど、狭隘路を伴う住宅地の路線に投入したケースも多く見られた。また群馬中央バスのように、他にほとんどいすゞ車を導入していないにもかかわらず、少数台数ながらローカル路線用に導入したケースもあるなど、路線バス車両としてはかなり広範囲に導入された。しかし路線バスとして使用する場合は、エンジンカバーの上に運賃箱が設置されることになり、運賃箱の位置が異様に高い位置になるため、特注で背の低い運賃箱を採用した事業者も存在した。またエンジンの振動から運賃箱の故障が多くなるという欠点もあった。
1985年には日野自動車から、マイクロバスをリアエンジン仕様にした上でホイールベースを変更し、トップドア設置を可能にしたレインボーRBが登場した。1980年代後半から1990年代にかけては全国各地でコミュニティバスが開設され、初期のコミュニティバスにはレインボーRBと並んで多く採用されている。
さらに1995年8月には、レインボーRBの後継車種として2扉仕様も可能なリエッセが登場した。それ以降はフロントエンジンに起因する車内騒音の低減が困難ということもあり、急速に販売台数は減少した。このためいすゞ自動車は、1995年（平成7年）にコーチビルダーである北村製作所との提携解消と同時に、路線仕様車については生産を終了した。
MR112D/MR132Dは多くの台数が販売されたものの、フロントエンジン構造を最後まで踏襲した結果、路線バス車両としては多少無理があった面は否めない。しかし、全長7mクラスで2扉仕様という路線バス車両のニーズが高かったことは、ジャーニーQの販売台数・導入事業者の多さのみならず、その後に各メーカーから7mクラスの2扉バスが多く開発・販売されたことからも明らかであり、自家用中心だった小型バス市場に一石を投じた存在といえる。
ジャーニーシリーズは、2003年からは日野自動車とのバス事業統合により日野・リエッセとの統合車種「ジャーニーJ（RX系）が販売されていたが、リエッセと同時に2011年8月をもって生産終了した。これによりいすゞ自動車のラインナップから小型路線バスは姿を消した。

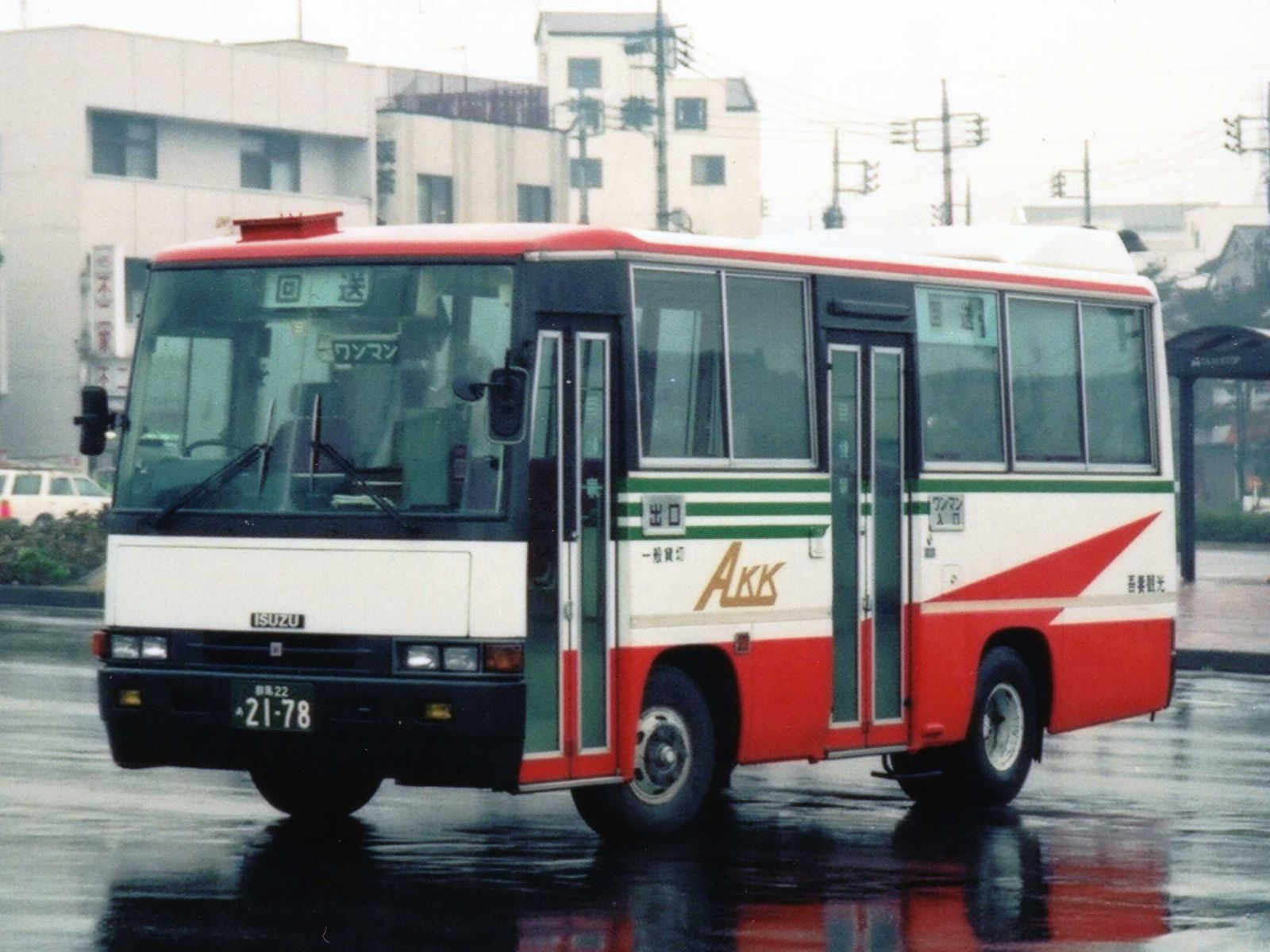
P-MR112D 路線仕様・前中扉 吾妻観光
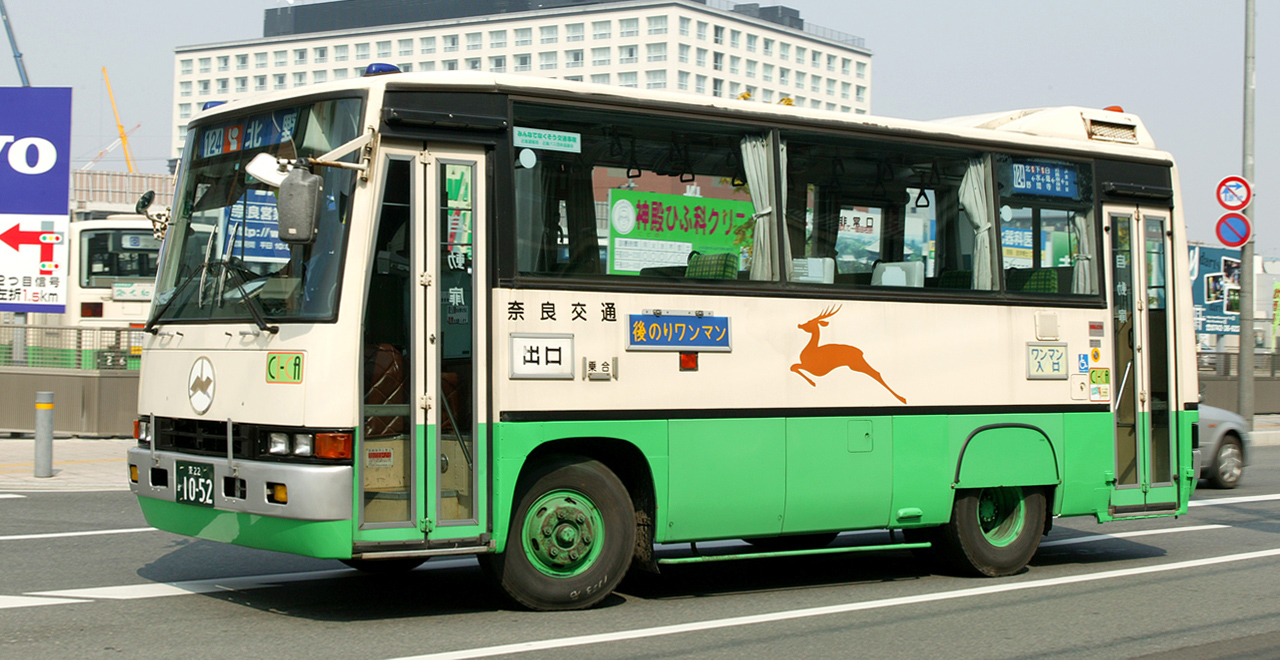
P-MR112D 路線仕様・前後扉 奈良交通
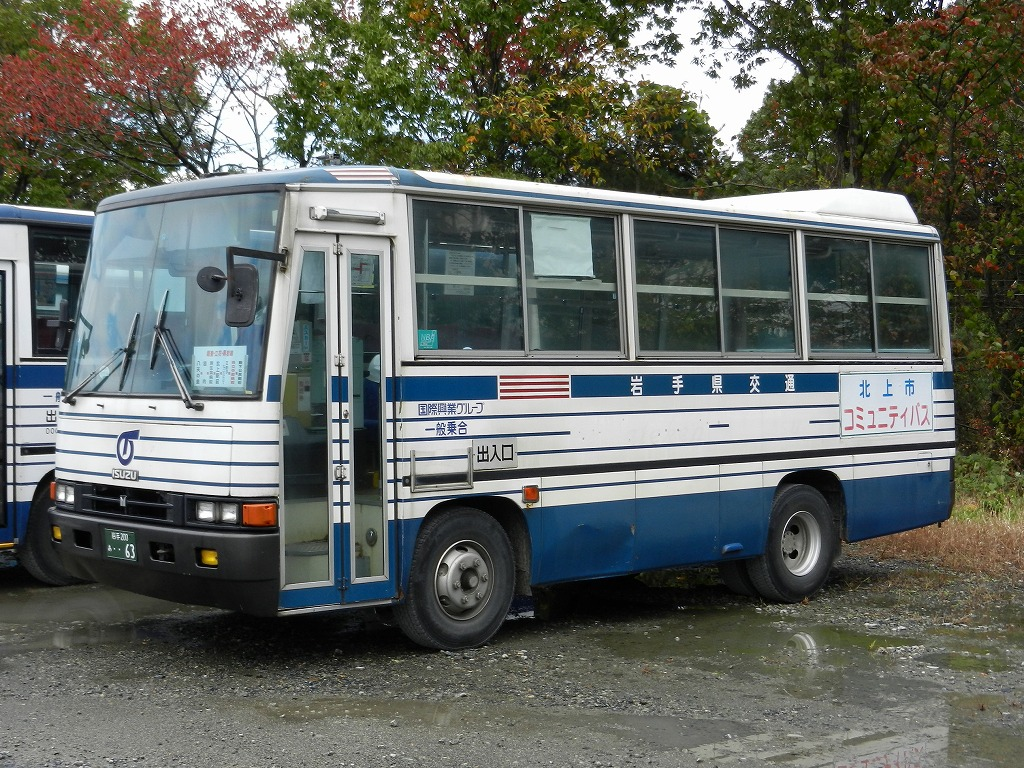
U-MR132D 前扉 岩手県交通

#### 貸切仕様
貸切バス・自家用バスとしてはトップドア仕様のほか、中扉のみの仕様の導入例も少数ながら存在し、特装車のベースとしても使われた。
U-MR132Dとなった1990年には、このシャシを利用してシアターフロアとした貸切車「ロイヤルデッカー」が登場した。エンジンは6HE1型 (7,127cc・195ps) に変更された。屋根後部が高くなる独特の外観が特徴で、西日本JRバスや東武鉄道など大手事業者での採用も見られた。しかし「ロイヤルデッカー」は天井もガラス張りとなっていることから、夏は冷房の効きが悪く、冬には結露を生じるといった問題もあった（冬の結露については、グラスルーフやサンルーフ装備車以外でも、窓面積の大きな車両全般の問題である）。

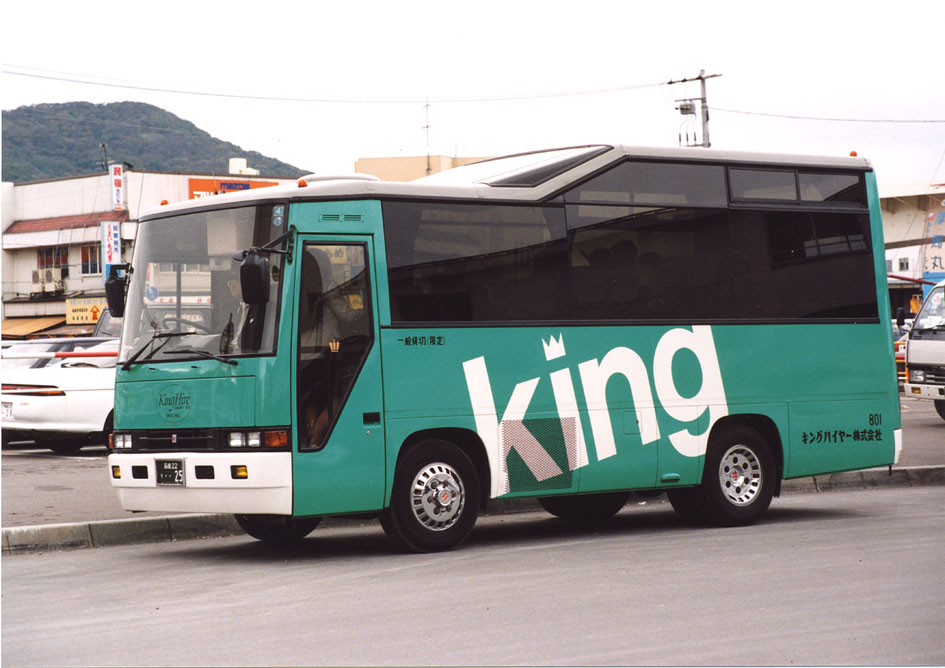
U-MR132D ロイヤルデッカー キングハイヤー
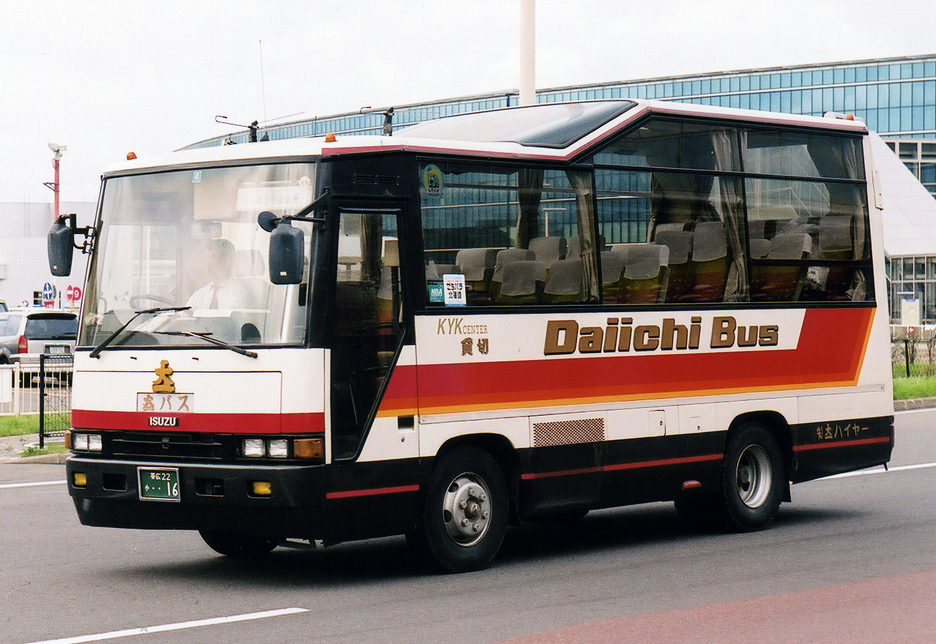
U-MR132D ロイヤルデッカー 大一ハイヤー

### U-GR432F/KC-GR433F/KK-GR433F
1991年には、エンジン配置をミッドシップとした上で、全幅をフルサイズ並みに拡大し、スーパークルーザー調のハイデッカー仕様として「グランドロイヤル」も販売された。型式はGR系。マイクロバスとは思えない居住性を売り物とし、小規模貸切バス事業者のみならず、大手バス事業者にも採用された。
型式における排出ガス規制識別記号以下の意味は以下のとおり。
- G - ミッドシップエンジンを指す""
- R - GVW7.0 - 8.0tクラス
- 4 - フレーム付きエアサス
- 32/33 - 6H系エンジン（32は6HE1、33は6HH1）
- F - ホイールベース2,601 - 2,900mm

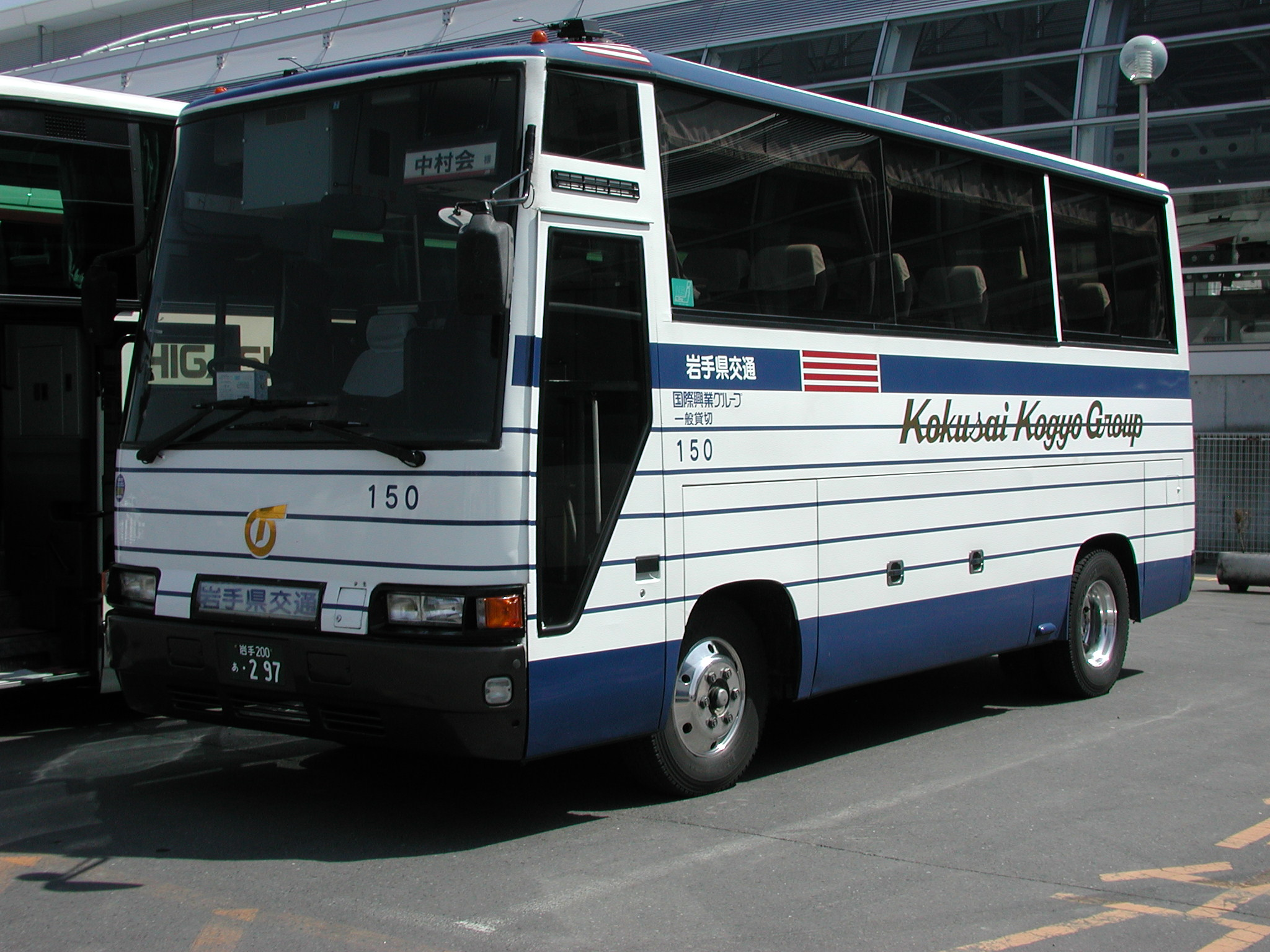
GR433系（グランドロイヤル） 岩手県交通